# توليو لانيزي
توليو لانيزي (بالإيطالية: Tullio Lanese)‏؛ (10 يناير 1947 - 1 مارس 2025)، هو حكم كرة قدم إيطالي دولي سابق.
حكم ثلاثة مباريات في كأس العالم لكرة القدم 1990، حكم في كأس الأمم الأوروبية لكرة القدم 1992، وحكم كذلك نهائي كأس الاتحاد الأوروبي 1991.

## روابط خارجية
- توليو لانيزي على موقع Soccerway.com (الإنجليزية)
- توليو لانيزي على موقع أوليمبيديا (الإنجليزية)